# Australische Badmintonmeisterschaft 1972
Die Australische Badmintonmeisterschaft 1972 fand vom 28. August bis zum 1. September 1972 in Melbourne im Rahmen des zweiwöchigen australischen Badminton-Carnivals statt.

## Sieger und Platzierte
| Disziplin    | Gold                              | Silber                      | Bronze                              |
| ------------ | --------------------------------- | --------------------------- | ----------------------------------- |
| Herreneinzel | Ross Livingston                   | Paul Tyrrell                | Christopher Hardwick                |
| Herreneinzel | Ross Livingston                   | Paul Tyrrell                | W. B. Morris                        |
| Dameneinzel  | Judy Nyirati                      | Joan Jones                  | Joan Kennington                     |
| Dameneinzel  | Judy Nyirati                      | Joan Jones                  | J. Smith                            |
| Herrendoppel | Peter Cooper Christopher Hardwick | Cliff Cutt John Clancy      | Ross Livingston Doug Wylie          |
| Herrendoppel | Peter Cooper Christopher Hardwick | Cliff Cutt John Clancy      | W. B. Morris Cuthbert Berenger      |
| Damendoppel  | Judy Nyirati Joan Jones           | G. Cutt Pauline Munday      | Joan Kennington Jennifer Cunningham |
| Damendoppel  | Judy Nyirati Joan Jones           | G. Cutt Pauline Munday      | J. Smith C. Ballagh                 |
| Mixed        | Peter Cooper Joan Kennington      | Colin Criddle Penny Newbury | John Clancy Pauline Munday          |
| Mixed        | Peter Cooper Joan Kennington      | Colin Criddle Penny Newbury | Ross Livingston Judy Nyirati        |